# Marcel Gerritsen
Marcel Gerritsen (ur. 6 stycznia 1967 w Amersfoort) – holenderski kolarz górski, przełajowy i szosowy, srebrny medalista mistrzostw świata w kolarstwie górskim.

## Kariera
Największy sukces w karierze Marcel Gerritsen osiągnął w 1993 roku, kiedy zdobył srebrny medal w cross-country podczas mistrzostw świata w Métabief. W zawodach tych wyprzedził go jedynie Duńczyk Henrik Djernis, a trzecie miejsce zajął kolejny reprezentant Danii - Jan Østergaard. Był to jedyny medal wywalczony przez Gerritsena na międzynarodowej imprezie tej rangi. Startował także w kolarstwie przełajowym, kilkakrotne zdobywając medale mistrzostw kraju. Brał ponadto udział w wyścigach szosowych, jednak nie osiągnął większych sukcesów. Nigdy nie wystąpił na igrzyskach olimpijskich.